# 若葉 (弘前市)
若葉（わかば）は、青森県弘前市の地名。郵便番号は036-8255。

## 地理
青森県道126号久渡寺新寺町線沿いの西側の地域。北は樹木、東は清水、南は大開、西は自由ケ丘に接する。

## 歴史

### 沿革
- 1967年（昭和42年）7月10日 - 清水富田字童子森の一部から若葉一丁目、清水富田字童子森･小沢字大原の各一部から分離、若葉一・二丁目になる。

### 地名の由来
町の発展を若葉の可能性に託すことから。

## 世帯数と人口
2017年（平成29年）6月1日現在の世帯数と人口は以下の通りである。
| 丁目       | 世帯数  | 人口  |
| ---------- | ------- | ----- |
| 若葉一丁目 | 150世帯 | 358人 |
| 若葉二丁目 | 176世帯 | 408人 |
| 計         | 326世帯 | 766人 |

## 施設

### 医療
- 山口医院

### 福祉
- エイブル
- 社会福祉法人七峰会
- 山郷館デイサービスセンターくれよん

### 商業
- コメリ弘前若葉店。

### 公共
- 若葉集会所

## 小・中学校の学区
市立小・中学校に通う場合、学区は以下の通りとなる。
| 町丁       | 番・番地 | 小学校               | 中学校             |
| ---------- | -------- | -------------------- | ------------------ |
| 若葉一丁目 | 全域     | 弘前市立桔梗野小学校 | 弘前市立第四中学校 |
| 若葉二丁目 | 全域     | 弘前市立桔梗野小学校 | 弘前市立第四中学校 |

## 交通
- 弘南バス

若葉一丁目、ニチロ前、清水三丁目（弘前駅 - 金属団地・桜ヶ丘線、他）停留所。